# The Fall of Math
The Fall of Math (у перекладі з англійської — "Крах математики ") — дебютний альбом британського мат-рок-гурту 65daysofstatic. Виданий 20  вересня 2004 року.
Слідом за альбомом відбувся вихід двох синглів: «Retreat! Retreat!» (Відступаємо! Відступаємо!), що містив три треки, і Hole («Діра») з сімома треками. Кожен з синглів супроводжувався відеокліпом.

## Трек лист
1. «Another Code Against the Gone» [Інший код замість загубленого] — 1:40
2. «Install a Beak in the Heart That Clucks Time in Arabic» [Установи в серці дзьоб, який лічить час по-арабськи] — 4:55
3. «Retreat! Retreat!» [Відступаємо! Відступаємо!] — 4:09
4. «Default This» [Це звичайно] — 1:43
5. «I Swallowed Hard, Like I Understood» [Я важко глитнув, неначе зрозумів] — 5:27
6. «The Fall of Math» [Крах математики] — 3:59
7. «This Cat Is a Landmine» [Ця кішка — міна] — 4:45
8. «The Last Home Recording» [Останній домашній запис] — 2:13
9. «Hole» [Діра] — 4:33
10. «Fix the Sky a Little» [Поправте трохи небо] — 5:29
11. «Aren't We All Running?» [Не біжимо ми всі?] — 4:51

## Сингли
- Retreat! Retreat! (Листопад 2004)
- Hole (Березень 2005)